# Кшиштоф Гловацький
Кшиштоф Гловацький (пол. Krzysztof Głowacki, нар. 31 липня 1986, м. Валч, Польща) — польський професійний боксер, виступає в першій важкій ваговій категорії. Чемпіон світу за версією WBO (2015—2016).

## Любительська кар'єра
Кшиштоф Гловацький провів 125 боїв на любительському рингу (102 перемоги, 20 поразок і 3 нічиїх). Він став чемпіоном Польщі серед юніорів у 2003, 2004 і 2005. У 2007 році Кшиштоф посів друге місце на чемпіонаті країни серед дорослих. У наступному році, завоював бронзу на чемпіонаті Польщі.

## Професійна кар'єра
Перші 24 поєдинки провів у Польщі, в останньому з яких 18 січня 2015 року переміг за очками албанця Нурі Сефері, завоював титул чемпіона Європи за версією WBO і став обов'язковим претендентом на бій з чемпіоном світу за версією WBO Марко Хуком.
14 серпня 2015 року в Ньюарку (Нью-Джерсі), США Гловацький брутально нокаутував в 11 раунді багаторічного чемпіона німця боснійського походження Марко Хука і став новим чемпіоном світу в першій важкій вазі за версією WBO.
16 квітня 2016 року Кшиштоф успішно провів свій перший захист титулу чемпіона WBO проти американця Стіва Каннінгема, перемігши за очками одностайним рішенням суддів.
17 вересня 2016 року втратив титул чемпіона, одностайним рішенням суддів поступившись за очками у 12-раундовому поєдинку українському боксеру Олександру Усику і зазнавши першої поразки на професійному ринзі.
Гловацький взяв участь у турнірі другого сезону Всесвітньої боксерської суперсерії 2018 - 2019. У чвертьфінальному бою 10 листопада 2018 року у Чикаго переміг за очками росіянина Максима Власова, завоювавши при цьому титул «тимчасового» чемпіона WBO.
У півфіналі 15 червня 2019 року у Ризі Гловацький поступився місцевому боксеру Майрісу Брієдісу нокаутом у 3 раунді, але бій завершився скандалом через грубі порушення правил з боку обох боксерів і серйозні помилки рефері. Команда Гловацького подала протест в WBO, чий титул був на кону цього поєдинку.
WBO не задовольнила прохання команди Гловацького про перегляд результату бою з Брієдісом, але зобов'язала латвійця протягом 120 днів, починаючи з 25 жовтня 2019 року, дати реванш Гловацькому. Брієдіс відмовився давати реванш Гловацькому, і WBO позбавила його свого титулу.
Бій за вакантний титул Гловацький мав провести проти британця Ловренса Околі, який завоював право боксувати за титул, завоювавши 26 жовтня 2019 року звання чемпіона Європи.
Попередньо бій Кшиштоф Гловацький — Ловренс Околі планувався на березень 2020 року, але через пандемію коронавірусної хвороби був перенесений на 12 грудня 2020 року. Не відбувся бій і в грудні — Гловацький захворів на ковід. Околі провів проміжний бій, а 20 березня 2021 року суперники зустрілися в Лондоні. Кшиштоф з першого раунду намагався зблизитися з британцем, але Околі, використовуючи перевагу в довжині рук, постійно зміщувався і відповідав джебом. У шостому раунді Околі вдався правий хук в щелепу Гловацькому, який звалив поляка, і хоч той зумів підвестися, але продовжувати бій був не в змозі.